# Sydönia
Sydönia est le dixième tome de la série de bande dessinée Les Mondes de Thorgal - La Jeunesse, dont le scénario est écrit par Yann et les dessins et couleurs réalisés par Roman Surzhenko. L'album fait partie d'une série spin-off qui suit les aventures du jeune Thorgal avant la série principale éponyme.

## Publications
- Le Lombard, juin 2022  (ISBN 978-2-8082-0482-8)